# Баскетболист года конференции East Coast
Баскетболист года конференции East Coast (Восточного побережья) (англ. East Coast Conference Men's Basketball Player of the Year) — это ежегодная баскетбольная награда, вручавшаяся по итогам голосования лучшему баскетболисту среди студентов конференции East Coast, входившей в первый дивизион NCAA. Голосование проводилось среди главных тренеров команд, входивших в эту конференцию, к тому же свои голоса тренеры подавали после окончания регулярного чемпионата, но перед стартом плей-офф, то есть в начале марта, однако не могли голосовать за собственных игроков. Награда была учреждена и впервые вручена Гэри Йодеру из университета Цинциннати в сезоне 1974/75 годов.
Конференция официально начала свою деятельность в 1958 году, тогда в неё входило более тридцати команд, которая сперва называлась Middle Atlantic Conference (MAC). Лишь в 1974 году наиболее значимые университеты сформировали конференцию Восточного побережья (East Coast), в которую поначалу входили двенадцать команд. С течением времени число команд в конференции уменьшилось сначала до десяти, а затем и до восьми. В 1981 году конференцию покинули команды университета Сент-Джозефс, Темпльского университета и университета Западного Честера и была добавлена команда университета Таусона, а в следующем году их количество сократилось ещё на две, за счёт отчисления команд университета Ла-Салля и Американского университета.
Всего три игрока, Майкл Брукс, Майкл Андерсон и Кёрк Ли, получали эту награду несколько раз, причём Брукс получал её три раза. Три раза обладателями награды становились сразу два игрока (1975, 1982 и 1987). Чаще других победителями в этой номинации становились баскетболисты Дрексельского университета и университета Таусона (по 4 раза), а также университета Ла-Салля (3 раза).

## Легенда
|           | Сообладатели награды |
| *         | Становились лауреатами Приза Джеймса Нейсмита (1969—) или Приза Джона Вудена (1977—), либо признавались баскетболистом года среди студентов по версии UPI (1955—1996) или Helms Foundation (1905—1979) |
| Игрок (X) | Количество титулов |

## Победители
| Сезон   | Игрок              | Фото | Университет                             | Позиция                                     | Год обучения | Примечания |
| ------- | ------------------ | ---- | --------------------------------------- | ------------------------------------------- | ------------ | ---------- |
| 1974/75 | Генри Хорн         |      | Лафайеттский колледж                    | Тяжёлый форвард / Центровой                 | Четвёртый    |            |
| 1974/75 | Уилбур Томас       |      | Американский университет                | Тяжёлый форвард / Лёгкий форвард            | Четвёртый    |            |
| 1975/76 | Тодд Трипучка      |      | Лафайеттский колледж                    | Атакующий защитник                          | Четвёртый    |            |
| 1976/77 | Рич Лорел          |      | Университет Хофстра                     | Атакующий защитник / Лёгкий форвард         | Четвёртый    |            |
| 1977/78 | Майкл Брукс        |      | Университет Ла-Салль                    | Лёгкий форвард / Тяжёлый форвард            | Второй       | [ 1 ]      |
| 1978/79 | Майкл Брукс (2)    |      | Университет Ла-Салль                    | Лёгкий форвард / Тяжёлый форвард            | Третий       | [ 1 ]      |
| 1979/80 | Майкл Брукс* (3)   |      | Университет Ла-Салль                    | Лёгкий форвард / Тяжёлый форвард            | Четвёртый    | [ 1 ]      |
| 1980/81 | Лен Хатценбеллер   |      | Дрексельский университет                | Центровой                                   | Четвёртый    | [ 2 ]      |
| 1981/82 | Грейнджер Холл     |      | Темпльский университет                  | Тяжёлый форвард / Центровой                 | Второй       |            |
| 1981/82 | Марк Никенс        |      | Американский университет                | Атакующий защитник                          | Третий       |            |
| 1982/83 | Дэвид Тейлор       |      | Университет Хофстра                     | Тяжёлый форвард                             | Четвёртый    |            |
| 1983/84 | Ричард Конго       |      | Дрексельский университет                | Тяжёлый форвард                             | Четвёртый    | [ 3 ]      |
| 1984/85 | Джей Эндрюс        |      | Бакнеллский университет                 | Атакующий защитник                          | Четвёртый    | [ 4 ]      |
| 1985/86 | Майкл Андерсон     |      | Дрексельский университет                | Разыгрывающий защитник                      | Второй       | [ 5 ]      |
| 1986/87 | Дарен Куинан       |      | Лихайский университет                   | Атакующий защитник / Лёгкий форвард         | Третий       | [ 6 ]      |
| 1986/87 | Рон Симпсон        |      | Райдерский университет                  | Лёгкий форвард                              | Третий       | [ 7 ]      |
| 1987/88 | Майкл Андерсон (2) |      | Дрексельский университет                | Разыгрывающий защитник                      | Четвёртый    | [ 5 ]      |
| 1988/89 | Кёрк Ли            |      | Университет Таусона                     | Лёгкий форвард / Атакующий защитник         | Третий       | [ 8 ]      |
| 1989/90 | Кёрк Ли (2)        |      | Университет Таусона                     | Лёгкий форвард / Атакующий защитник         | Четвёртый    | [ 8 ]      |
| 1990/91 | Девин Бойд         |      | Университет Таусона                     | Разыгрывающий защитник                      | Третий       | [ 9 ]      |
| 1991/92 | Терренс Джейкобс   |      | Университет Таусона                     | Разыгрывающий защитник / Атакующий защитник | Четвёртый    | [ 10 ]     |
| 1992/93 | Не вручался        | —    | —                                       | —                                           | —            |            |
| 1993/94 | Реджи Смит         |      | Университет Северо-Восточного Иллинойса | Атакующий защитник                          | Четвёртый    | [ 11 ]     |